# Familienunternehmer des Jahres
Familienunternehmer des Jahres ist eine Auszeichnung in Deutschland, die 2004 von der Intes-Akademie für Familienunternehmen, ein Unternehmen der PwC-Gruppe, und dem Unternehmermagazin Impulse ins Leben gerufen wurde. Ausgezeichnet werden Personen, die besondere Leistungen als Familienunternehmer erbracht und Weichenstellungen vorgenommen haben, um das Unternehmen dauerhaft in Familienbesitz zu halten.
Die Auswahl der Preisträger erfolgt durch Vertreter aus der Wirtschaft, Wissenschaft und dem Verband Die Familienunternehmer. Alle Mitglieder der ungenannten Jury, die von Peter May geleitet wird, verfügen über einen Bezug zu Familienunternehmen. Der Verband Die Familienunternehmer zeichnet daneben noch regionale Familienunternehmer des Jahres aus.

## Preisträger
- 2004: Maria-Elisabeth Schaeffler, Schaeffler-Gruppe[2][3]
- 2005: Michael Stoschek, Brose Fahrzeugteile GmbH & Co. KG[4]
- 2006: Peter-Alexander Wacker, Wacker Chemie AG[5]
- 2007: Jürgen Heraeus, Heraeus Holding GmbH
- 2008: Bernhard Simon, Dachser Group SE & Co. KG
- 2009: Markus Miele und Reinhard Zinkann junior, Miele & Cie. KG
- 2010: Stefan Messer, Messer Group GmbH
- 2011: Heinz Gries und Andreas Land, Griesson-de Beukelaer GmbH & Co. KG
- 2012: Heinrich Deichmann, Deichmann SE
- 2013: Familie Leibinger, Trumpf GmbH + Co. KG
- 2014: Stefan Fuchs, Fuchs Petrolub[6]
- 2015: Simone Bagel-Trah, Henkel (Unternehmen)[7][8]
- 2016: Martin Viessmann, Viessmann Werke GmbH & Co. KG[9][10]
- 2017: Ludwig Merckle, Merckle Unternehmensgruppe[11]
- 2018: Torsten und Volkmar Wywiol, Stern-Wywiol Gruppe
- 2019: Familie Goldbeck, Goldbeck[12]
- 2021: Felix und Jens Fiege, Fiege Logistik[13]
- 2022: Familie Busch, Busch SE[14]
- 2023: Familien Albers, Ela Container GmbH[15]